# Bitva u Přísečnice
Bitva u Přísečnice (německy a švédsky Preßnitz/Pressnitz) byla menším válečným střetem mezi císařskými oddíly a ustupující švédskou armádou generála Johana Banéra během třicetileté války. Bitva se odehrála 27. března 1641 v okolí horního města Přísečnice v severních Čechách, které bylo v 70. letech 20. století zatopeno vodou vodní nádrže Přísečnice. Výsledek střetnutí je považován za taktický úspěch generála Banéra, pro kterého byl zároveň poslední bitvou.

## Průběh bitvy

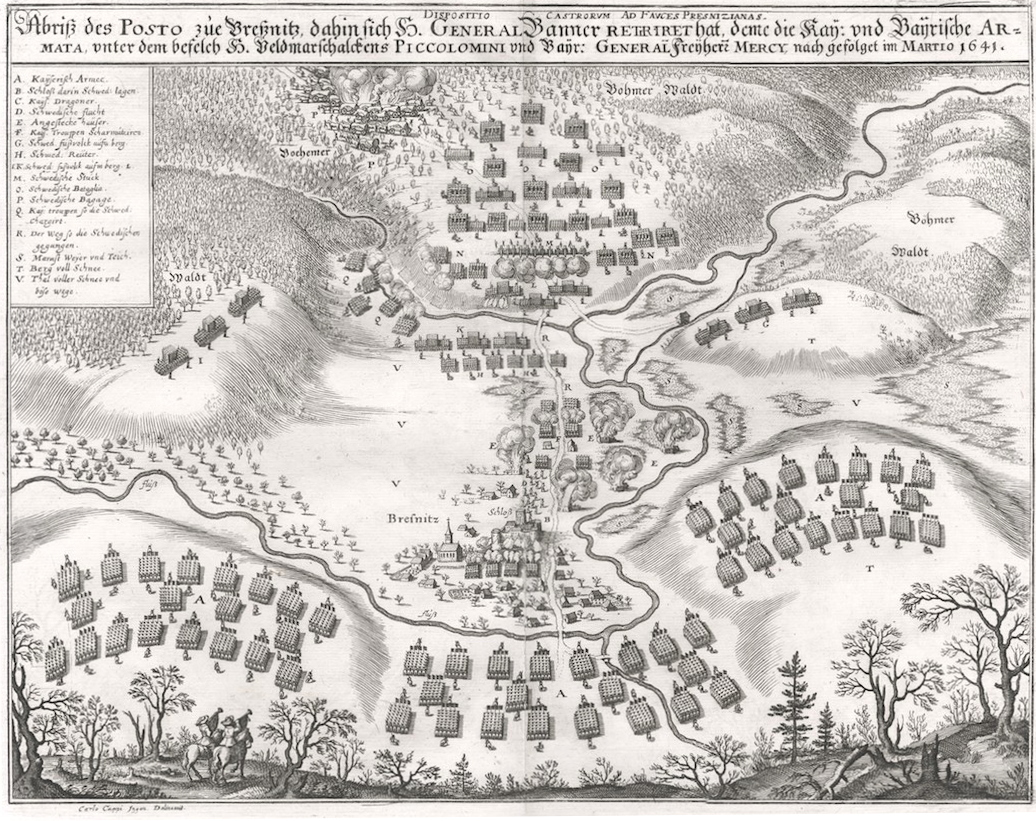
Mědiryt bitvy od Matthäuse Meriana

V poslední třetině března ustupovalo švédské vojsko generála Banéra po bitvě u Stříbra do Saska. Jeho předvoj dorazil dne 24. března do Kadaně a o den později do města přijel velitelský sbor. Na generálův rozkaz vyrazily zásobovací vozy a dělostřelectvo doprovázené částí jízdy k Přísečnici a hlavní voj se za nimi vydal 27. března ve čtyři hodiny ráno. Těsně za ním ho sledovaly císařské oddíly bavorské pěchoty a jízdy pod velením Zikmunda Myslíka z Hyršova. Od Ostrova navíc vyjela jízda Ottavia Piccolominiho s úmyslem vpadnout Švédům do boku a zabránit ji v ústupu. Poblíž Kovářské se srazila s oddílem předvoje Banérovy armády, který zcela zničila.
Banérovy oddíly dorazily do Přísečnice brzy ráno a obsadily zámek a kopce okolo ústupové cesty do Annabergu. Vlastní bitva vypukla v poledne. Švédové nejprve opustili zámek a později i město a vypálili je. Bojovalo se v malých potyčkách pouze na křídlech, protože Zikmund Myslík se neodvážil riskantního útoku na hlavní voj. Švédové v boji ztratili značné množství mužů a sami museli zapálit část spížních vozů, ale přesto se jim povedlo spořádaně ustoupit do Saska, přičemž za sebou stihli udělat záseky, a znemožnili tak další pronásledování. Generál Banér se tak již 30. března dostal do Cvikova a císařské oddíly se 28. března vrátily do Kadaně.

## Hodnocení bitvy

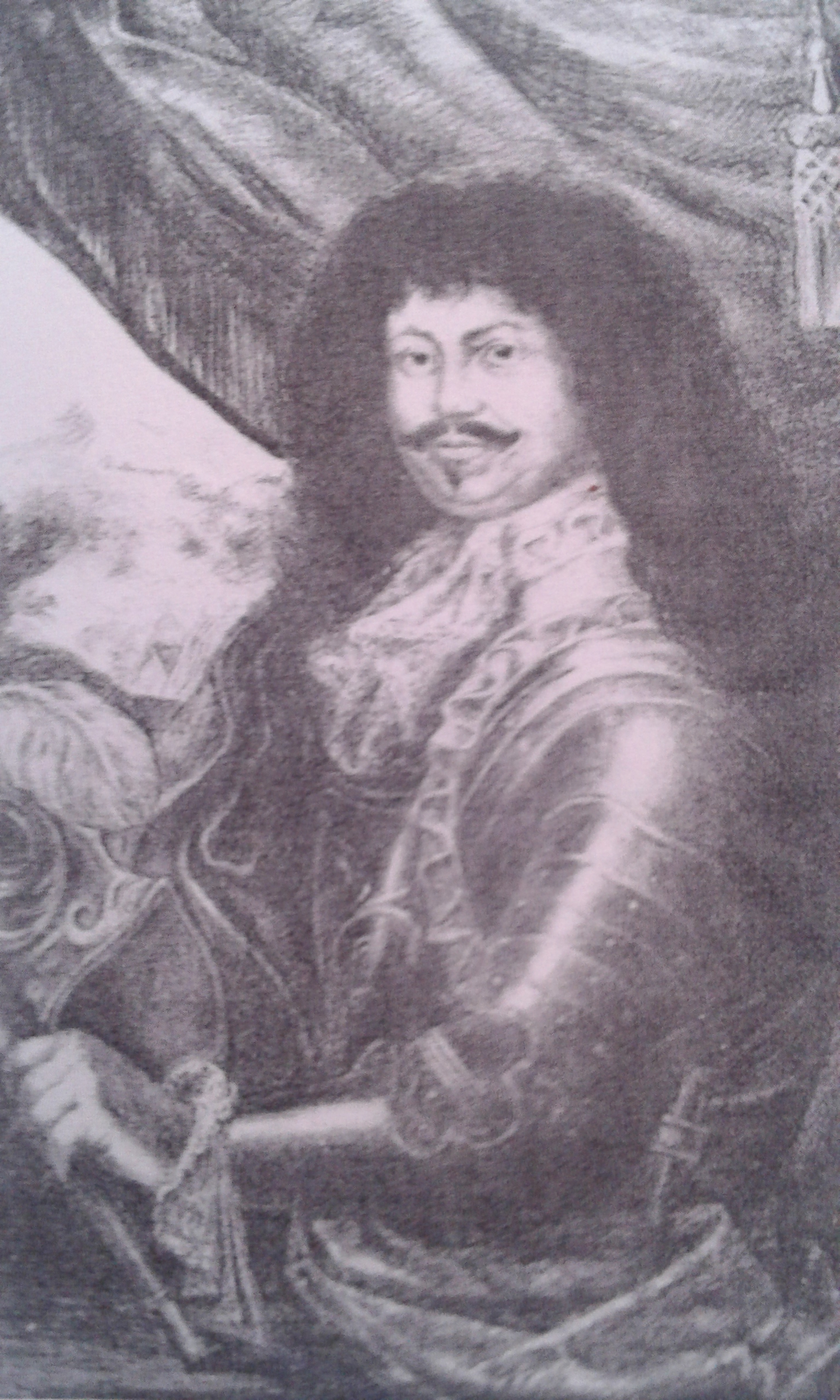
Zikmund Jan Myslík z Hyršova

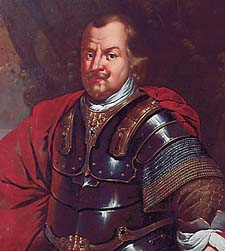
Johan Banér

Podle údajů Zikmunda Myslíka u Přísečnice padlo 4 000 Švédů z 15 000, ale počty jsou zřejmě nadsazené a rozsah bitvy zveličován, protože při průjezdu Švédů Annabergem byly popsány jejich oddíly jako silné, s mnoha děly a zavazadly. I přes relativně vysoké ztráty mužů i vybavení se generál Banér dokázal vyhnout zničení armády, a proto je považován za taktického vítěze bitvy. Jiné zdroje považují za vítěze Zikmunda Myslíka, kterému se podařilo za minimálních ztrát rozdrtit třetinu švédské armády a generál Banér silně duševně a zdravotně podlomený pak 10. května téhož roku zemřel v táboře v Halberstadtu, tedy za necelých šest týdnů po prohrané bitvě.

## Bitva v tisku
Banérův postup dlouhodobě sledovala dobová periodika, například německý Einkommendech Wochentliches Zeitungen nebo francouzské La Gazette. Einkommendech Wochentliches Zeitungen publikovaly podrobný popis bitvy v 68. čísle, vydaném po 28. březnu 1641. Jiná zpráva stejného periodika ze 3. dubna popisovala budování záseků za Přísečnicí a uvedla, že Piccolominiho vojsko se při pokusu o pronásledování Banéra zpozdilo jen o půl hodiny. La Gazette o bitvě informovaly 27. dubna 1641 na základě zprávy z Prahy datované k 30. březnu. Hlavními zdroji informací periodik byla města Lipsko, Řezno a Hamburk.